# Manuel Lagraña
Manuel Ignacio Lagraña (Corrientes, febrero de 1821 - Buenos Aires, febrero de 1882) fue un político argentino, que fue gobernador de la Provincia de Corrientes durante el período en que se inició la Guerra de la Triple Alianza.

## Biografía
Estudió en el convento franciscano de la ciudad de Corrientes y en su juventud se dedicó al comercio.
Fue diputado provincial por el partido liberal en 1856, y apoyó el gobierno de Juan Pujol. Durante el gobierno de José María Rolón fue presidente del Banco Hipotecario de Corrientes, el único de la provincia. Apoyó el derrocamiento del gobernador federal Rolón a fines de 1861, y durante el mandato del liberal José Pampín fue propietario del diario oficialista La Libertad, dirigido por Juan Eusebio Torrent y fue miembro del Consejo de Educación.
Fue elegido gobernador sin oposición a su designación y asumió el cargo en diciembre de 1862. No obstante la falta de apoyo de sus correligionarios, llevó adelante una excelente administración caracterizada por la reactivación industrial y comercial. Buscó la colaboración de todas las fuerzas para una tarea de bien general de Corrientes. Sus obras dejaron profundas huellas de progreso. Fundó los pueblos de Alvear e Ituzaingó y ordenó el traslado y la repoblación de la villa de Santo Tomé a su actual ubicación, creó varias escuelas en el interior, permitió el asentamiento de familias agricultoras para el cultivo del tabaco y algodón, donde recibían semillas gratuitamente y sin gravámenes de impuestos a los terrenos, creó líneas de mensajerías entre los pueblos del interior y transportes de vapor hacia Corrientes, colaboró con el gobierno nacional para la construcción del ferrocarril. Durante su mandato se produjo la reforma de la constitución provincial, en sintonía con la tendencia liberal del presidente Bartolomé Mitre.
El 13 de abril de 1865, la ciudad fue sorpresivamente ocupada por el Ejército Paraguayo, cuyo gobierno había recientemente declarado la guerra al presidente Mitre. Lagraña se movió con velocidad y abandonó la ciudad, reuniendo las milicias de la capital bajo el mando de Desiderio Sosa en las cercanías del pueblo de San Roque, al que declaró capital de la provincia. Allí esperó algunos días el apoyo del general Nicanor Cáceres –que le había prometido ir rápidamente en su ayuda– mientras las fuerzas paraguayas aumentaban rápidamente, además de unirse algunas partidas federales a los invasores.
Cuando un Triunvirato de federales –Teodoro Gauna, Víctor Silvero, Sinforoso Cáceres– asumió el gobierno y la superioridad numérica de los invasores se hizo aplastante, Lagraña se retiró hacia el sur, instalándose en Goya.
Éste se había negado a comunicar la noticia, de la que ya sabía, hasta no recibir una comunicación oficial del gobierno paraguayo –que aún se discute si alguna vez llegó a manos de Mitre. En respuesta al ataque –que calificó de traicionero por haber sido hecho supuestamente sin declaración de guerra– Mitre declaró a su vez la guerra al Paraguay, iniciándose la Guerra de la Triple Alianza.
La provincia de Corrientes con la ocupación paraguaya y con la elección de la Junta Gubernativa, dividió literalmente a la provincia ya que quedaron perfectamente marcadas en aquellos meses posturas políticas que han tenido los correntinos, ya sea simpatizando con los paraguayos y con el gobierno de Lagraña.
Una vez retirado de la ciudad de San Juan de Vera su sede gubernativa o capital provisoria no solamente en el pueblo de San Roque como generalmente se cree, sino que se ubicó también en Empedrado, Esquina, Goya, Curuzú Cuatiá y Bella Vista. Podemos considerar a todos estos puntos como sede transitoria ya que en cada una de ellas se emanaron disposiciones oficiales de gobierno. De los siete meses aproximadamente que Lagraña no gobernó desde la ciudad capital, desde San Roque solo lo hizo los últimos días de abril y el mes de mayo.
Se disolvió de hecho la Legislatura, y todas las disposiciones fueron tomadas directamente por el Poder Ejecutivo. 
Durante el tiempo que duró la ocupación paraguaya, la jurisdicción efectiva sobre una vasta zona del territorio provincial estuvo dividida en dos, y en varias ocasiones en algunos departamentos en disputa existían indistintamente autoridades locales designadas tanto por la Junta Gubernativa como por el gobernador Lagraña.
El gobierno de Lagraña fue un engranaje indispensable en el intento de contención del avance paraguayo por la costa del Paraná, ya que organizó los primeros batallones y estructuro una pequeña jefatura de mandos militares con los oficiales correntinos. Constituyéndose estos en una pequeña vanguardia de lo que sería meses posteriores la movilización del grueso del ejército argentino.
En Goya se puso a sus órdenes el general Wenceslao Paunero, llegado en buques de guerra argentinos y brasileños. Desde allí. Éste marchó sobre la ciudad de Corrientes, que merced a la sorpresa logró ocuparla durante menos de un día, pero terminó viéndose obligado a retirarse. Por su parte, los paraguayos avanzaron hasta cerca de Goya, pero se detuvieron por una orden inoportuna del presidente paraguayo López.
Regresó a su capital en el mes de octubre, tras las victorias aliadas en la Batalla de Yatay y el Sitio de Uruguayana, que forzaron la retirada paraguaya.
En diciembre, por presión del general Cáceres, la legislatura se renovó con una mayoría federal, que eligió gobernador a Evaristo López. Menos de dos años más tarde, Lagraña participó en la revolución que depuso a López, con ayuda del Ejército Argentino en campaña en el Paraguay.
Tras varios años alejado del poder por la personalidad absorbente de Santiago Baibiene, fue elegido diputado nacional en 1876.
Falleció en Buenos Aires en febrero de 1882.